# C1orf21
Protein không đặc trưng C1orf21 (tiếng Anh: Uncharacterized protein C1orf21) là protein ở người được mã hóa bởi gen C1orf21.